# 佐久間紅美
佐久間 紅美（さくま くみ、1976年11月2日 - ）は、日本の女性声優。アミュレート所属。千葉県出身。

## 略歴
高校1年生の時、OVA『トップをねらえ!』の最終話を見て感銘を受けて、声優を目指した。
1992年、アニメディア・アニメV主催の「DRACON’92」で審査員長特別賞を獲得。
1993年から勝田声優学院（12期生）、日本ナレーション演技研究所を経て、アーツビジョン、ミディアルタに所属。
2002年、『東京ミュウミュウ』で当初碧川れたす（ミュウレタス）役で発表された浅田葉子が産休のため収録前に急遽降板、佐久間がれたす役を放送終了まで演じることとなった。
2012年11月14日のブログで結婚と妊娠を報告し、2013年5月1日のブログで4月に女児を出産したことを報告した。

## 人物
趣味はイラスト、ダンス、書道。特技は声楽、殺陣。

## 出演
太字はメインキャラクター。

### テレビアニメ
1997年
- アニメがんばれゴエモン（ニャンコ、西村知笑）

1998年
- セイバーマリオネットJ to X（キク）
- ふしぎなメルモ（リニューアル版）（女の子、娘A）

1999年
- イソップワールド（イタッチ子供）

2000年
- 妖しのセレス（天女）
- 学校の怪談（2000年 - 2001年、恋ヶ窪桃子）
- Sci-Fi HARRY（女子生徒達、女子生徒B）
- STRANGE DAWN（レカ）
- 闇の末裔（アイリーン）

2001年
- X -エックス-（猫依護刃、マネージャー、アナウンス）
- こみっくパーティー（和樹の母 他）
- 逮捕しちゃうぞ SECOND SEASON（小学生達）
- 爆転シュート ベイブレード（少女B）
- フルーツバスケット（女子〈1〉）

2002年
- 七人のナナ（杉山茜）
- 天地無用! GXP（正木霧恋）
- 東京ミュウミュウ（2002年 - 2003年、碧川れたす / ミュウレタス）
- HAPPY★LESSON THE TV（図書館司書）

2003年
- おねがい☆ツインズ（真下双葉）
- ガングレイヴ（キャスリン、浅葱ミカ、住人、おばさん）
- キノの旅 -the Beautiful World-（キノの母）
- スクラップド・プリンセス（グロリア）
- 探偵学園Q（風馬澪）
- TEXHNOLYZE（広田道子）
- PEACE MAKER鐵（夕顔）
- 魔法遣いに大切なこと（菊池アヤ）

2004年
- お伽草子（卜部季武）
- 北へ。〜Diamond Dust Drops〜（泰子）
- グレネーダー 〜ほほえみの閃士〜（霞）
- 砂ぼうず（犬女）
- ぷぎゅる（ミゾレ）
- 美鳥の日々（ユカ）

2005年
- こいこい7（焼）
- 極上生徒会（桂聖奈）
- こみっくパーティーRevolution（月城夕香、黒瑞希）
- ハチミツとクローバー（五月先生）
- はっぴぃセブン 〜ざ・テレビまんが〜（九鬼友也）
- ピーチガール（さえの母）
- BLEACH（2005年 - 2008年、雛森桃、アパッチ）
- 魔法少女リリカルなのはA's（石田医師〈幸恵〉）
- MÄR-メルヘヴン-（キャンディス）
- MONSTER（エッダ）

2006年
- スーパーロボット大戦OG -ディバイン・ウォーズ-（ガーネット・サンディ）
- Soul Link（森崎七央）
- つよきす Cool×Sweet（大江山祈、楊豆花、椰子のどか など）
- BLACK BLOOD BROTHERS（白峰サユカ）

2007年
- キミキス pure rouge（光一の母）
- ケロロ軍曹（刺身のツマホワイト）
- シャイニング・ティアーズ・クロス・ウィンド（蛭田麗亜〈ヒルダレイア〉）

2008年
- カイバ
- CLANNAD 〜AFTER STORY〜（タレント）
- ケーキーズお菓子抗争（美香さん / フルーツケーキ嬢）
- シゴフミ（女子生徒）
- スレイヤーズ シリーズ（2008年 - 2009年、侍女、チビドラゴン） - 2シリーズ
- 隠の王（看護師）
- のだめカンタービレ 巴里編（エリーゼ）
- BLASSREITER（ジル）
- xxxHOLiC◆継（女性）

2009年
- 神曲奏界ポリフォニカ クリムゾンS（ライカ）
- まりあ†ほりっく（2009年 - 2011年、殿村先生） - 2シリーズ

2010年
- 裏切りは僕の名前を知っている（夜御）
- れでぃ×ばと!（深閑）

2012年
- 戦姫絶唱シンフォギア（女の子の母親、女性）
- ハイスクールD×D（カラワーナ）

2014年
- 最近、妹のようすがちょっとおかしいんだが。（明坂七海）

2022年
- BLEACH 千年血戦篇（2022年 - 2024年、エミルー・アパッチ、雛森桃） - 3シリーズ

2025年
- 猫になりたい田万川くん（母）

### 劇場アニメ
- 魔法少女リリカルなのは The MOVIE 2nd A's（2012年、石田医師）

### OVA
1998年
- 紺碧の艦隊（フロント係の女）

1999年
- スライム冒険記 海だ、イエ〜
- BREAK-AGE（ナビゲーションボイス）

2001年
- うさぎちゃんでCue!!（かあさん）

2002年
- フロム I"s アイズ 〜もうひとつの夏の物語〜（葦月伊織）

2003年
- True Love Story Summer Days, and yet...（緋菜の母）
- みずいろ（神津麻美）

2008年
- BLEACH カラブリ! 護廷十三屋台大作戦!（雛森桃）

2011年
- カーニバル・ファンタズム（シエル / 知得留先生、ネコアルク・バブルス）

2013年
- カガクなヤツら（緋月透子）※コミックス第4巻オリジナルアニメBlu-ray付予約限定版

2014年
- 最近、妹のようすがちょっとおかしいんだが。（明坂七海）※コミックス第7巻BD付き特装版

2020年
- 天地無用!魎皇鬼 第伍期（柾木・霧恋・樹雷）

### ゲーム
1998年
- クライシスビート（ミリー）

1999年
- 俺の屍を越えてゆけ（敦賀の真名姫、女神、遺言）

2001年
- 風のクロノア2 〜世界が望んだ忘れもの〜（巫女）
- 恋愛シミュレーションツクール2（高飛車お嬢様A）

2002年
- MELTY BLOOD（シエル）
- TV animation X 運命の選択（猫依譲刃）
- Catan（お菊）
- Darling II Backlash（伊達杏子）
- Shinobi（産土篝）
- 天地無用! GXP デスクトップアクセサリー〜其の一（正木霧恋データ収録）
- 魔女のお茶会（アキヲ）
- 東京ミュウミュウ 登場新ミュウミュウ!みんないっしょにご奉仕するにゃん♥（碧川れたす）
- みずいろ（神津麻美、日和ママ）※DC版、PS2版

2003年
- カンブリアンQTS〜化石になっても〜（カリス姫〈アノマロカリス〉）
- 極落雀（シュガーミルク・アリア・リーネ）
  - 極落雀 PREMIUM（シュガーミルク・アリア・リーネ）

- THE 美少女シミュレーションRPG MoonLightTale（格闘家オーリン）
- THE BASEBALL2003 パーフェクトプレープロ野球（ウグイス嬢）
- 超時空要塞マクロス（ヴァネッサ・レイアード）※PS2版

2004年
- Backlash 恋のエキゾースト・ヒート（伊達杏子）
- 転生學園幻蒼録（姫宮伊織、嘉瀬深雪）
- ぷらすぷらむ2（アリア）
- MELTY BLOOD Re・ACT（シエル）

2005年
- 極上生徒会（桂聖奈）
- コブラ・ザ・アーケード（死刑執行人〈黒髪〉）
- Rune Princess（イングリッド・ピスドテル）
- 流行り神PORTABLE 警視庁怪異事件ファイル オーディオドラマ
- BLEACHシリーズ（雛森桃）
  - BLEACH アドバンス 紅に染まる尸魂界
  - BLEACH GC 黄昏にまみえる死神
  - BLEACH 〜ヒート・ザ・ソウル2〜

- MELTY BLOOD Act Cadenza（シエル）
- メルヘヴン ÄRM FIGHT DREAM（キャンディス）

2006年
- FRAGMENTS BLUE（芹沢優騎）
- BLEACHシリーズ（雛森桃）
  - BLEACH DS 蒼天に駆ける運命
  - BLEACH 〜放たれし野望〜
  - BLEACH 〜ヒート・ザ・ソウル3〜

- Soul Link EXTENSION（森崎七央）

2007年
- シャイニング・ウィンド（ヒルダレイア）
- スーパーロボット大戦OG ORIGINAL GENERATIONS（ガーネット・サンデイ）
- スーパーロボット大戦OG外伝（ガーネット・サンデイ）
- ファイアーエムブレム 暁の女神（暁の女神〈アスタルテ / ユンヌ〉）
- BLEACH 〜ヒート・ザ・ソウル4〜（雛森桃）

2008年
- スーパーロボット大戦Z（ミムジィ・ラース）
- BLEACH 〜ヒート・ザ・ソウル5〜（雛森桃）
- MELTY BLOOD Actress Again（シエル）
- らき☆すた 〜陵桜学園 桜藤祭〜（天原ふゆき）

2009年
- アガレスト戦記ZERO（紗弥音）
- BLEACH 〜ヒート・ザ・ソウル6〜（雛森桃）
- らき☆すた ネットアイドル・マイスター（天原ふゆき）

2010年
- 維新恋華 龍馬外伝（お登勢）
- 原宿探偵学園 スチールウッド（吉野春子）
- PANDORA 君の名前を僕は知る（ジュリアンナ・ラヴィニア・エイヴァリー）

2011年
- DUNAMIS15（香藤瑞希）
- BEYOND THE FUTURE - FIX THE TIME ARROWS -（マダム）

2014年
- 超女神信仰 ノワール 激神ブラックハート（レディ・ワック）

2015年
- 帝国海軍恋慕情〜明治横須賀行進曲〜（沼尻かのこ）

2016年
- プラスティック・メモリーズ（淡藤サキコ）

2017年
- GUNGRAVE VR（浅葱ミカ）

2019年
- ファイアーエムブレム ヒーローズ（ユンヌ、アスタルテ）
- エンゲージプリンセス〜眠れる姫君と夢の魔法使い〜（チュチュ）

2022年
- Relayer（ウラヌス）
- 風のクロノア 1&2アンコール（巫女）
- Gungrave G.O.R.E（浅葱ミカ）

2025年
- BLEACH Rebirth of Souls（雛森桃、エミルー・アパッチ）

### ドラマCD
時期不明
- EREMENTAR GERAD The original（シーナ）
- おねがい☆ツインズ ドラマCD vol.4おねがいフレンズ（真下双葉）
- 囁きの花束〜healing reading live〜
- ドラマCD 白拍子奇談（白拍子）
- BLEACH 処刑前夜（DVD 死神代行篇1 限定版）（雛森桃）
- BLEACH 花太郎の探し物（DVD 尸魂界・潜入篇1 限定版）（雛森桃）
- BLEACH 騒乱前夜（DVD 尸魂界・救出篇1 限定版）（雛森桃）
- BLEACH 斬魄刀のいる生活。（DVD 斬魄刀異聞篇9 限定版）（雛森桃）
- ドラマCD 八雲立つ 新音盤物語（少女A）

2004年
- Rune Princess イメージアルバム Vol.2（イングリッド・ピスドテル）
- 流行り神 警視庁怪異事件ファイル 初回限定版同梱ドラマCD「怪異事件ファイル」

2005年
- EREMENTAR GERAD ドラマCD第3巻「賭闘場」編（リィリア・ティグレス）
- 極上ドラマ&極上サウンドトラック Vol.2（桂聖奈、9月7日）
- Soul Link Drama Album / The Animation Mission（2005年 - 2006年、森崎七央）

2007年
- アーネンエルベの一日（シエル）

2008年
- シャイニング・ウィンド ドラマCD Vol.1,3（ヒルダレイア）

2010年
- 裏切りは僕の名前を知っている（夜御）

2011年
- TYPE-MOON 10周年記念ドラマCD（シエル）※『コンプティーク』2011年8月号付録

2012年
- ゴールデン・ドロップ「雨露に眠るエメラルド」（マザー・エスメラルダ）

2017年
- 花は儚き 恋せよ乙女 〜探偵 樺竜胆の報告書〜（松江悠磨子）

### 吹き替え

#### 映画
- ゴースト・ママ（インジュ〈チェ・ジンシル〉）
- 救命（KOMA) （孫玲〈カリーナ・ラム〉）
- ザ・ブレイン（メイシー）
- 僕が9歳だったころ

#### ドラマ
- バフィー 〜恋する十字架〜（エイプリル）

#### アニメ
- アンジェラ・アナコンダ（ジョセフィーヌ・プラリネ）
- ケアベア（ずっこけベア）

### ラジオ
2003年
- ちびくま印のハニーペッパー（ツーファイブ、6月 - 12月）
- 佐久間紅美と中島沙樹の天使の診察室〜エンジェル♥クリニック〜（ラジ＠で12月まで放送）

2004年
- 佐久間紅美と斎藤千和のエンジェルクリニック2（ラジ＠、1月 - 3月）

2005年
- 声優生活向上委員会shuffle（インターネットラジオ）
  - 佐久間紅美と落合祐里香の声優生活向上委員会（6月 - 11月）
  - 佐久間紅美と中村繪里子の声優生活向上委員会（12月 - 2006年5月）

2006年
- Soul Link テラ地球通信（インターネットラジオ）

#### ラジオドラマ
- BLACK BLOOD BROTHERS（白峯サユカ）
- ファイナルファンタジータクティクスアドバンス（2003年、バブズ・スエイン）
- VOMIC 傷だらけの仁清（2008年、円城寺小百合〈奥さん〉、3月、Sラジ）
- 星界の戦旗IV（2006年、ヴォーニュ）

### オーディオドラマ
- ミッドナイトクライシス【夢・銀河】（2020年、マザー・カッツェ）

### ラジオCD
- BLEACH “B” STATION FOURTH SEASON VOL.5（2011年2月23日、SVWC-7741）

### テレビ番組
- 花の声優界! スター☆ボウリング プロダクション対抗ゲキ投SP（2005年）

### 映画
- 世界の中心で、愛をさけぶ（2004年、空港アナウンスとして声の出演）
- ゴーカイジャー ゴセイジャー スーパー戦隊199ヒーロー大決戦（2011年）

### 舞台
2007年
- ロックミュージカル 蒼き王と紅の王〜Legend of Re:vitalize〜（白の王女、8月）

2008年
- 二人朗読劇「ファンレターズ」（2月）
- SLeeVe RefRain〜スリーヴ・リフレイン〜（京夏、3月）
- ロックミュージカル「終わりの刻、始まりの歌」（8月）
- 臥龍頂上伝〜ドラゴンロード〜（神花、12月）

2010年
- 汝知り初めし逢魔が刻に…（由良、3月）
- 仮面舞盗会〜序ノ舞、〜終ノ舞（小林芳雄、10月）

2011年
- 鬼泪〜KIRUI〜（5月19日 - 22日、アイピット目白）

2012年
- 演劇企画CRANQ「絢爛とか爛漫とか〜モダンガール版〜」（2月1日 - 5日、中野ザ・ポケット）

2017年
- デッド・ビート・ダッド！（4月27日 - 5月1日、東京芸術劇所シアターウエスト）

### パチンコ・パチスロ
- スーパーリアル麻雀（2009年、豊原エツ子）
- シンデレラブレイド2（2014年、アーデルハイト）

## ディスコグラフィ

### シングル
| 枚  | 発売日        | タイトル        | 規格品番   | オリコン 最高位 |
| --- | ------------- | --------------- | ---------- | --------------- |
| 1st | 2003年9月26日 | 紅時 -アカトキ- | TRCD-10038 | 位              |

### ミニアルバム
| 枚  | 発売日        | タイトル   | 規格品番 | オリコン 最高位 |
| --- | ------------- | ---------- | -------- | --------------- |
| 1st | 2008年11月9日 | 虹追い曜日 | CBK-093  | 位              |

### キャラクターソング
| 発売日   | 商品名                                                              | 歌 | 楽曲                                                              | 備考                                                                 |
| 2002年   | 2002年                                                              | 2002年 | 2002年                                                            | 2002年                                                               |
| -------- | ------------------------------------------------------------------- | --- | ----------------------------------------------------------------- | -------------------------------------------------------------------- |
| 6月5日   | 恋はア・ラ・モード                                                  | 東京ミュウミュウ                                                                                             | 「恋はア・ラ・モード」                                            | テレビアニメ『東京ミュウミュウ』エンディングテーマ                   |
| 9月4日   | 東京ミュウミュウ CHARACTERS SONGS れたすのCDきいてください!         | 碧川れたす（佐久間紅美）                                                                                     | 「ひとりでいても」 「海を見ていた」                               | テレビアニメ『東京ミュウミュウ』挿入歌                               |
| 9月4日   | 東京ミュウミュウ CHARACTERS SONGS れたすのCDきいてください!         | 碧川れたす（佐久間紅美）                                                                                     | 「恋はア・ラ・モード（LOVE EXTENDED MIX〜RETASU SOLO〜）」        | テレビアニメ『東京ミュウミュウ』関連曲                               |
| 7月24日  | 東京ミュウミュウ CHARACTERS SONGS COLLECTOR'S BOX                   | 東京ミュウミュウ                                                                                             | 「恋はア・ラ・モード（LOVE EXTENDED MIX〜TOKYO MEW MEW EDIT〜）」 | テレビアニメ『東京ミュウミュウ』関連曲                               |
| 7月24日  | 天地無用！GXP オリジナルサウンドトラック                            | GXPrincess                                                                                                   | 「あなたが最低。。。」                                            | テレビアニメ『天地無用! GXP』エンディングテーマ                      |
| 2003年   |                                                                     | |                                                                   |                                                                      |
| 3月26日  | 東京ミュウミュウ スーパーベストヒット-カフェミュウミュウサイド-     | 東京ミュウミュウ                                                                                             | 「恋はア・ラ・モード（New Edition）」                             | テレビアニメ『東京ミュウミュウ』関連曲                               |
| 2004年   |                                                                     | |                                                                   |                                                                      |
| 6月23日  | Rune Princess Vocal Album                                           | イングリッド・ピストデル（佐久間紅美）                                                                       | 「DROP OF WISH」                                                  | 読者参加企画『ルーンプリンセス』関連曲                               |
| 9月26日  | 主題歌「ハートフル・デイズ」サントラCD                              | 佐久間紅美                                                                                                   | 「ハートフル・デイズ」                                            | PCゲーム『ハートフル・デイズ〜陽のあたる場所へ〜』オープニングテーマ |
| 2005年   |                                                                     | |                                                                   |                                                                      |
| 5月25日  | Soul Link Character Vocal Album                                     | 森崎七央（佐久間紅美）                                                                                       | 「好きだから……」                                                  | ゲーム『Soul Link』関連曲                                            |
| 7月21日  | 恋する奇跡                                                          | 桂聖奈（佐久間紅美）、桜梅歩（仙台エリ）、矩継琴葉（植田佳奈）、桂みなも（辻あゆみ）                         | 「MY Friend」                                                     | テレビアニメ『極上生徒会』関連曲                                     |
| 11月10日 | 極上生徒会 ベストアルバム 極上音楽集                                | 桂聖奈（佐久間紅美）                                                                                         | 「ここにいるよ」                                                  | テレビアニメ『極上生徒会』関連曲                                     |
| 2006年   |                                                                     | |                                                                   |                                                                      |
| 6月7日   | BLEACH BEAT COLLECTION 2nd SESSION：02 日番谷冬獅郎&松本乱菊&雛森桃 | 雛森桃（佐久間紅美）                                                                                         | 「桃色の花」                                                      | テレビアニメ『BLEACH』関連曲                                         |
| 6月7日   | Soul Link The Animation Mission 04                                  | 森崎七央（佐久間紅美）                                                                                       | 「ring」                                                          | テレビアニメ『Soul Link』関連曲                                      |
| 2007年   |                                                                     | |                                                                   |                                                                      |
| 3月21日  | BLEACH BEAT COLLECTION THE BEST 1                                   | 雛森桃（佐久間紅美）                                                                                         | 「桃色の花 '07」                                                  | テレビアニメ『BLEACH』関連曲                                         |
| 2010年   |                                                                     | |                                                                   |                                                                      |
| 5月5日   | 新・百歌声爛 女性声優編                                             | 佐久間紅美                                                                                                   | 「」                                                              |                                                                      |
| 12月15日 | ブリコン 〜BLEACH CONCEPT COVERS〜                                  | 雛森桃（佐久間紅美）、藍染惣右介（速水奨）feat.ユウスケ（ex.HIGH and MIGHTY COLOR）                          | 「一輪の花」                                                      | テレビアニメ『BLEACH』関連曲                                         |
| 2011年   |                                                                     | |                                                                   |                                                                      |
| 12月14日 | ブリコン 〜BLEACH CONCEPT COVERS〜 2                                | エミルー・アパッチ（佐久間紅美）、フランチェスカ・ミラ・ローズ（石塚さより）、シィアン・スンスン（瀬那歩美） | 「ヒトヒラのハナビラ」                                            | テレビアニメ『BLEACH』関連曲                                         |

### シリーズ一覧
1. ↑  第1クール（2022年）、第2クール『-訣別譚-』（2023年）、第3クール『-相剋譚-』（2024年）

### ユニットメンバー
1. 1 2 3  桃宮いちご（中島沙樹）、藍沢みんと（かかずゆみ）、碧川れたす（佐久間紅美）、黄歩鈴（望月久代）、藤原ざくろ（野田順子）